# Superfrukt
Superfrukt (även superbär) används för att beskriva frukter och bär som förmodas ha högt näringsinnehåll – främst vitaminer och olika antioxidanter. Benämningen "superfrukt" omges inte av någon form av regelverk som begränsar dess användning.